# فيليب هاسيك
فيليب هاسيك (بالتشيكية: Filip Hašek)‏ هو لاعب كرة قدم تشيكي في مركز الوسط، ولد في 20 مارس 1997 في جمهورية التشيك. شارك مع منتخب جمهورية التشيك تحت 21 سنة لكرة القدم. أما مع النوادي، فقد لعب مع سبارتا براغ.

## وصلات خارجية
- فيليب هاسيك على موقع قاعدة بيانات كرة القدم.إي يو (الإنجليزية)
- فيليب هاسيك على موقع Soccerway.com (الإنجليزية)